# ورک‌هورس
ورک‌هورس (به انگلیسی: Workhorse Group) یک شرکت خودروسازی آمریکایی است، که در سال ۱۹۹۸ تأسیس شد.